# Barnaba Oriani
Barnaba Oriani  (Carignano, 17. srpnja 1752. – Brera, 12. prosinca 1832.), talijanski katolički svećenik i astronom
Osnovnu je školu završio u Carignanu. Uz barnabitsku potporu studirao je u Milanu na visokoj školi San Alessandro. Nakon što je završio studij fizike, matematike, filozofije i bogoslovlja zaredio se 1775. za svećenika.
Na osnovi svoga velikog zanimanja za astronomiju 1776. je postao suradnikom astronomskog opservatorija u isusovačkoj palači Breri, na kojem je 1778. postao asistentom, a već 1802. ravnateljem.
Bio je dugogodišnji prijatelj katoličkog svećenika i astronoma Giuseppea Piazzija, koji je otkrio patuljasti planet Ceres. Zajedno su radili 37 godina na mnogim astronomskim projektima. Od 1808. Oriani je dopisnim članom bavarske i od 1812. pruske akademije znanosti.

## Wikizvor
- - Wikizvor na engleskom jeziku

## Vanjske poveznice
- Fotografije
- Barnaba Oriani na Students for the Exploration and Development of Space
- N. N.: Biographical notice of Professor Oriani Monthly Notices of the Royal Astronomical Society, Vol. 2 (1833), S. 148 (engleski)